# Abraham Laboriel
Abraham Laboriel Sr. (Mexico-Stad, 17 juli 1947) is een Mexicaans-Amerikaanse bassist in de jazz, fusion-jazz en popmuziek. Hij heeft meegespeeld op meer dan 4000 opnames en soundtracks. Het blad Guitar Player noemde hem "de meest gebruikt sessie-bassist van deze tijd". Laboriel is de vader van drummer Abe Laboriel Jr. en van producer, songwriter en filmcomponist Mateo Laboriel. Hij staat op nr. 42 op Bass Player's  "Top 100 beste bassisten aller tijden".

## Biografie
Laboriel is een zoon van Hondurese immigranten van de Garifuna-kust, zijn vader was gitaarleraar en zijn broer was de beroemde Mexicaanse rock-'n-roll-zanger Johnny Laboriel. Laboriel leerde gitaar spelen van zijn vader en speelde rock 'n' roll in Mexico, zijn eerste opnames maakte hij toen hij tien was, met de groep Los Traviesos. Hij studeerde twee jaar lang voor ingenieur, maar besloot uiteindelijk de muziek in te gaan. Vanaf 1972 studeerde hij aan Berklee School of Music, waar hij overstapte op de basgitaar. Hij speelde in groepen van Gary Burton en deed in Boston mee aan de opvoering van de musical "Hair". In 1973 was hij korte tijd lid van het Count Basie Orchestra. Tevens toerde hij met Michel Legrand en Johnny Mathis. Op aanraden van Henry Mancini trok hij in 1977 naar Los Angeles, waar hij een succesvolle studiomuzikant werd. Hij speelde mee op soundtracks. Hij werkte samen met Lee Ritenour die hij op acht albums begeleidde. Tevens heeft hij gewerkt met Al Jarreau, George Benson, Alan Silvestri, Alvaro Lopez and Res-Q Band, Alvin Slaughter, Don Felder, Andraé Crouch, Andy Pratt, Andy Summers, Barbra Streisand, Billy Cobham, Carlos Skinfill, Chris Isaak, Christopher Cross, Crystal Lewis, Dave Grusin, Djavan, Dolly Parton, Don Moen, Donald Fagen, Elton John, Engelbert Humperdinck, Freddie Hubbard, Hanson, Herb Alpert, Herbie Hancock, Johnny Hallyday, Keith Green, Kelly Willard, Lalo Schifrin, Larry Carlton, Leo Sayer, Lisa Loeb, Madonna, Michael Jackson, Nathan Davis, Paul Jackson Jr., Paul Simon, Quincy Jones, Ray Charles, Ron Kenoly, Russ Taff, Stevie Wonder en Umberto Tozzi.
In 1980 richtte hij de band Koinonia op, waarmee hij vier albums uitbracht. In 1993 bracht hij zijn eerste soloplaat uit, Dear Friends, kort daarop gevolgd door Guidum en Justo & Abraham. Aan deze albums werkten onder andere Alex Acuña, Al Jarreau, Jim Keltner, Phillip Bailey en Ron Kenoly mee. Zijn zoon Abe Laboriel Jr. speelde drums.
In 1994 trad hij op tijdens verschillende Europese jazzfestivals. Laboriel richtte de groep 'Friendship' op. Hij werkt nu met de band Open Hands, met Justo Almario, Greg Mathieson en Bill Maxwell.
In 2005 werd aan Abraham een eredoctoraat (Honorary Doctorate of Music) verleend door Berklee College of Music.

## Discografie (selectie)
- Dear Friends (1993)
- Guidum (1995)
- Justo Almario & Abraham Laboriel (1995)
- Laboriel Mathieson (2001)
- Live in Switzerland (2005)

Met Koinonia
- More Than a Feelin'  (1983)
- Celebration (1984)
- Frontline (1986)
- Koinonia (1989)

### Als 'sideman'
Met Justo Almario
- 1987 Plumbline (Meadowlark/Sparrow)
- 1995 Count Me In

Met George Benson
- 1980 Give Me the Night (Warner Bros.)
- 1988 Twice the Love (Warner Bros.)

Met Andraé Crouch
- 1981Don't Give Up (Warner Bros.)
- 1994 Mercy (Qwest)
- 2006 Mighty Wind

Met Phil Driscoll
- 1987 Make Us One (Compose)
- 1992 The Picture Changes (Mighty Horn)
- 1999 The Quiet (Mighty Horn)
- 2000 Plugged In (Mighty Horn)

Met Michael Giacchino
- 2007 Ratatouille (Walt Disney)
- 2015 Inside Out (Walt Disney)
- 2016 Zootopia (Walt Disney)

Met Dave Grusin
- 1982 Tootsie (Warner Bros.)
- 1990 GRP Live in Session (GRP)
- 1987 Cinemagic (GRP)

Met Al Jarreau
- 1977 Look to the Rainbow (Warner Bros.)
- 1980 This Time (Warner Bros.)
- 1981 Breakin' Away (Warner Bros.)

Met Ron Kenoly
- 1991 Jesus Is Alive (Integrity)
- 1992 Lift Him Up (Integrity)
- 1994 God Is Able (Integrity)
- 1995 Sing Out With One Voice (Integrity)
- 1996 Welcome Home (Integrity)
- 1998 Majesty (Integrity)
- 1999 We Offer Praises (Integrity)

Met Henry Mancini
- 1975 Symphonic Soul (RCA)
- 1976 The Cop Show Themes (RCA)

Met Don Moen
- 1992 Worship with Don Moen (Integrity)
- 1995 Rivers of Joy (Integrity)
- 1997 Let Your Glory Fall (Integrity)
- 1998 God Is Good (Integrity)
- 2000 The Mercy Seat (Integrity)

Met anderen
- 1973 Gary Burton, The New Quartet (ECM)
- 1976 Nathan Davis, If (Tomorrow International)
- 1978 Keith Green, No Compromise
- 1978 Kelly Willard, Blame It On The One I Love (Maranatha!)
- 1978 Lalo Schifrin, Gypsies (album)|Gypsies (Tabu)
- 1978 Lee Ritenour, The Captain's Journey (Elektra)
- 1978 Second Chapter of Acts, Mansion Builder (Sparrow)
- 1978 Stan Getz, Children of the World (Columbia)
- 1979 Herb Alpert, Rise (A&M)
- 1979 Joe Sample, Carmel (ABC)
- 1979 Paul Clark, Aim for the Heart (Myrrh)
- 1980 Dolly Parton, 9 to 5 and Odd Jobs (RCA)
- 1981 The Manhattan Transfer, Mecca for Moderns (Atlantic)
- 1982 Herbie Hancock, Lite Me Up (CBS)
- 1985 DeBarge, Rhythm of the Night (Gordy)
- 1987 David Benoit, Freedom at Midnight (GRP)
- 1989 Greg Mathieson For My Friends
- 1990 Twila Paris, Cry for the Desert (EMI CMG)
- 1991 Mark Conner All Nations Worship (Integrity)
- 1991 Michael Jackson, Dangerous (Epic)
- 1992 Rich Gomez, Almighty (Integrity)
- 1992 Rusty Nelson, Take the City (Integrity)
- 1993 Helen Baylor, Start All Over
- 1993 Lionel Peterson, Rejoice Africa (Integrity)
- 1993 Randy Rothwell, Be Magnified (Integrity)
- 1993 Tom Inglis, We Are One (Integrity)
- 1994 Rick & Cathy Riso, As for My House (Integrity')
- 1995 The Maranatha! Promise Band, Raise the Standard (Maranatha!)
- 1996 Alvin Slaughter, God Can! (Integrity)
- 1997 Lou Pardini, Night to Remember
- 2001 Alan Silvestri, The Mexican (Decca)
- 2004 Don Grusin, The Hang
- 2008 Chris Boardman, Midtown Moves (Ambient Entertainment)
- 2008 Karen Blixt, Mad Hope (HiFli)
- 2009 Tom Brooks, Hymns of Peace (Worship Alliance/3:16 Media)
- 2013 Christophe Beck, Frozen (Walt Disney)